# Xystriogidiella capricornea
Xystriogidiella capricornea is een vlokreeftensoort uit de familie van de Bogidiellidae. De wetenschappelijke naam van de soort is voor het eerst geldig gepubliceerd in 1984 door Stock.